# Orde dels Humiliats
L'Orde dels Humiliats fou un orde monàstic, originat en un moviment religiós laic de tendència espiritualista, nascut a Llombardia al segle xii. Com a orde monàstic, nasqué cap al 1145 i adoptà la Regla de Sant Benet. Fou suprimit en 1571, tot i que la branca femenina subsistí fins al segle xx. Els membres de l'orde monàstic feien servir le sigles O. Hum.

## Orígens
Els Humiliats van néixer com un més dels moviments espirituals que es donaren al nord d'Itàlia al començament del segle xii, època de desenvolupament industrial a les ciutats i on la decadència de l'esperit auster dels monestirs i del clergat va provocar un moviment de retorn a l'espiritualitat evangèlica, la vida austera i la religiositat, fins i tot entre els laics.
Segons una tradició, alguns nobles llombards foren presos durant una rebel·lió per Enric V del Sacre Imperi Romanogermànic i exiliats a Alemanya, on hagueren d'"humiliar-se" davant l'emperador per obtenir-ne el perdó, començant llavors una vida de penitència i austeritat. En tornar a Itàlia, cap al 1017, continuaren aquest estil de vida simple i alguns visqueren en comunitat. Vestien un hàbit de roba gruixuda amb capa i una mena de barretina al cap, per la qual cosa eren anomenats berettini ("barretins").
Una tradició de la que no hi ha proves documentals diu que prengueren contacte amb Bernat de Claravall i, seguint el seu consell, en 1134 alguns, amb el consentiment de les seves esposes, es retiraren a viure al monestir de Brera (Milà), però sense fer vots solemnes ni seguir una regla fixa, a viure amb rigor i austeritat. Altres fonts diuen que el mateix Bernat els donà una regla, com havia fet amb els templers. La confraria cresqué i s'originaren branques diferents de dones, laics i clergues.

### Confraria laica
Van començar com una associació de treballadors laics casats que triaren de viuren voluntàriament en la pobresa i la penitència, com un orde religiós però sense fer vots públics ni vida comunitària, a la manera de les confraries. S'hi distingies tres grups: 
- els clergues, que vivien en celibat i en comunitat en una casa, com un cenobi; foren un dels model dels primers ordes mendicants
- els laics, homes i dones, alguns dels quals també optaren per viure en comunitat, tot i que feien vots solemnes; podien casar-se o ésser casats i feien en comunitat només alguns actes, com àpats, pregàries o trobades.
- els laics que, de manera més limitada, practicaven la pobresa voluntària.

Els tres grups s'obligaven a compartir els seus guanys amb els pobres, quedant-se només l'impresdincible per viure. Pertanyien a la confraria ciutadans rics, nobles, eclesiàstics i altres persones benestants que optaven per la frugalitat i l'austeritat, com una reacció contra el materialisme imperant en un moment de gran riquesa en les ciutats industrials (coincidia amb un bon moment per a la producció tèxtil). A més, predicaven públicament la penitència i instaven a seguir el seu mode de vida.

## Consolidació com a orde monàstic
Sense que tampoc hi hagi proves al respecte, sembla que cap al 1134 hi ingressà el prevere Giovanni Oldrati de Meda, que començà a reformar la branca de clergues i adoptà la Regla de Sant Benet, adaptant-la i fent que la confraria esdevingués, de fet, un orde monàstic que prengué el nom d'Ordo Humiliatorum. Es pensa que fou el fundador de la domus de Rondenario. En tot cas, el document oficial més antic conegut sobre els humiliats és del 1176, en un contracte que cita els béns de la "congregació dels frares de l'església de Sant Pere que ha d'ésser edificada a Viboldone" i que fou la seu principal de l'orde.
Segons el Chronicon anonymi Laudunensis canonici, alguns dels membres de la confraria anaren a Roma en 1178 per demanar al papa l'aprovació de la seva regla de vida: vida a les seves cases, però portada de manera pia, renunciant a la riquesa, els jurament o els plets, fent pregària i penitències, etc. El papa aprovà aquesta vida humil, però els prohibí que prediquessin en públic. En no respectar aquesta prohibició, foren condemnats per l'Església en 1184, al Concili de Verona. El papa Luci III els comparaven, a la butlla Ad abolendam a altres moviments herètics com els càtars o els Pobres de Lió. Alguns documents de l'època vinculen els humiliats amb els valdesos: tot i respectar l'ortodòxia catòlica, el moviment fou sempre mirat amb suspicàcia.
Innocenci III aprovà la regla o Propositum en 1201, reconeixent els tres ordes: el de clergues, els laics que vivien en comunitat i els laics que vivien al món i casats. Va atorgar als laics una regla de tercer orde similar a la Regula de poenitentia dels franciscans. La regla, a més del que ja s'ha esmentat, feia voluntària la vida en pobresa i el matrimoni, regulava els exercicis espirituals, consolidava la solidaritat entre els membres que ja s'hi practicava i permetia que els diumenges, en les reunions, pogués parlar en públic un germà "de fe provada i pietat prudent" sempre que no es qüestionés cap article de fe o sagrament. El primer abat que tingué oficialment aquest títol fou Bertran de Brescia, en 1246.
L'orde monàstic cresqué ràpidament, com també el tercer orde laic i, en la seva branca laica, va tenir una part important en la vida cívica de les ciutats on n'hi havia comunitats: intentaren establir un estil de vida per a tothom basat en l'austeritat. Algunes ciutats, especialment al nord d'Itàlia, van promulgar lleis sumptuàries que limitaven l'ús d'alguns articles de luxe, especialment de robes i vestits, i que foren adoptades a partir del 1300 a la majoria de ciutats italianes. El 1216 hi havia 150 comunitats regulars en territori llombard i un bon nombre de laics que vivien a casa seva sota les directrius de la regla.
Molts monestirs, com altres membres laics, treballaven en la indústria tèxtil de la llana, mantenint-ne factories; amb els guanys finançaven activitats benèfiques i donaren origen a la banca: els monestirs i les comunitats feien préstecs i doneven ajuts econòmics; així, el convent de Sant'Agata de Monza va fer un préstec a la catedral de Monza i rebé com a dipòsit, entre 1248 i 1319, la Corona de Ferro i altres joies del tresor catedralici, i el convent de Brera de Milà fou un important "banc".
Entre els membres de l'orde destacaren Luca Manzoli, bisbe de Fiesole i cardenal sota Gregori XII i el beat Giacomo Pasquali de Siena, també cardenal sota Joan XXII. El monestir més gran fou l'abadia de Viboldone, propera a Milà.

## Declivi i supressió
Amb el temps, l'acumulació de propietats, producte de les donacions i llegats, i les limitacions en l'admissió de nous membres (en 94 monestirs només hi havia 170 monjos) conduí a la relaxació dels costums i els abusos. D'altra banda, la influència de la Reforma protestant va fer que algunes comunitats adoptessin actituds properes a Luter o contràries a Roma, que veia l'orde en el seu conjunt com a sospitosa de calvinisme. Pius V encarregà el bisbe Carles Borromeo que investigués la situació de l'orde. El rigor amb què actuà va provocar greus conflictes, fins al punt que un dels humiliats, Girolamo Donati, anomenat Farina, va ordir una conjura i atemptà contra el bisbe Borromeo.
Detinguts els còmplices, foren executats i l'orde, acusada, fou suprimida per una butlla de Pius V de 8 de febrer de 1571. Els béns de l'orde es repartiren entre altres ordes, principalment els barnabites i jesuïtes, o es destinaren a obres de caritats.

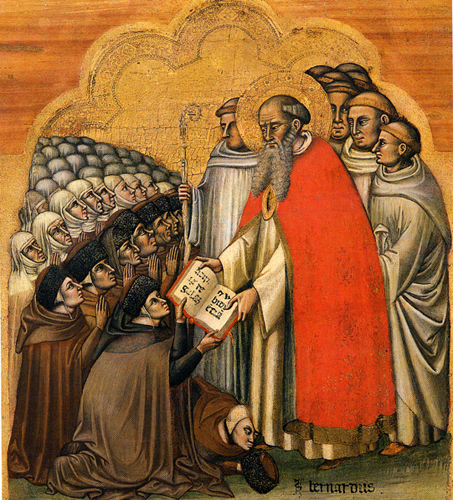
Bernat de Claravall dona la regla als Humiliats, s. XIV (Bolonya, S. Domenico)
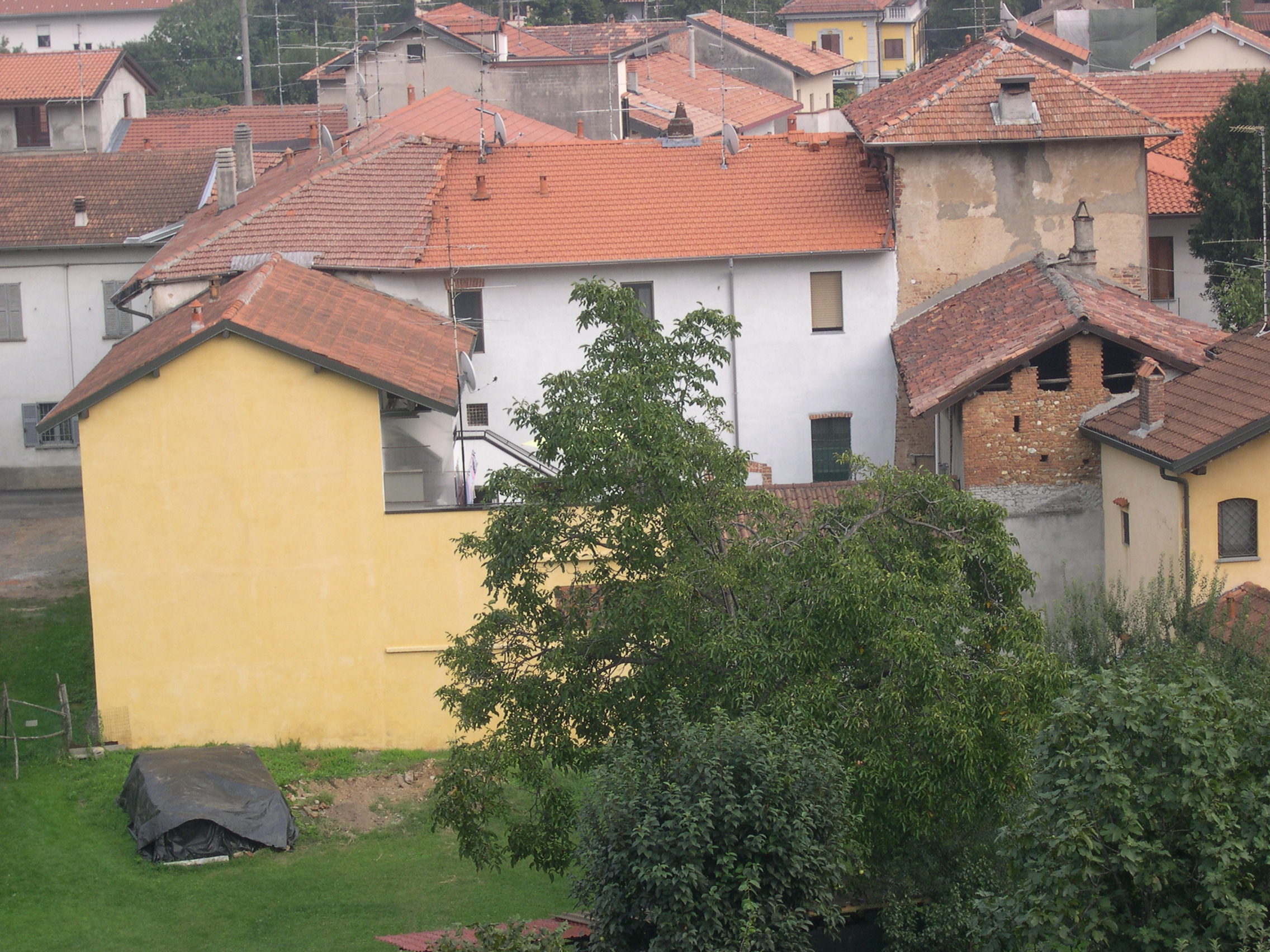
Antic monestir de Bolladello
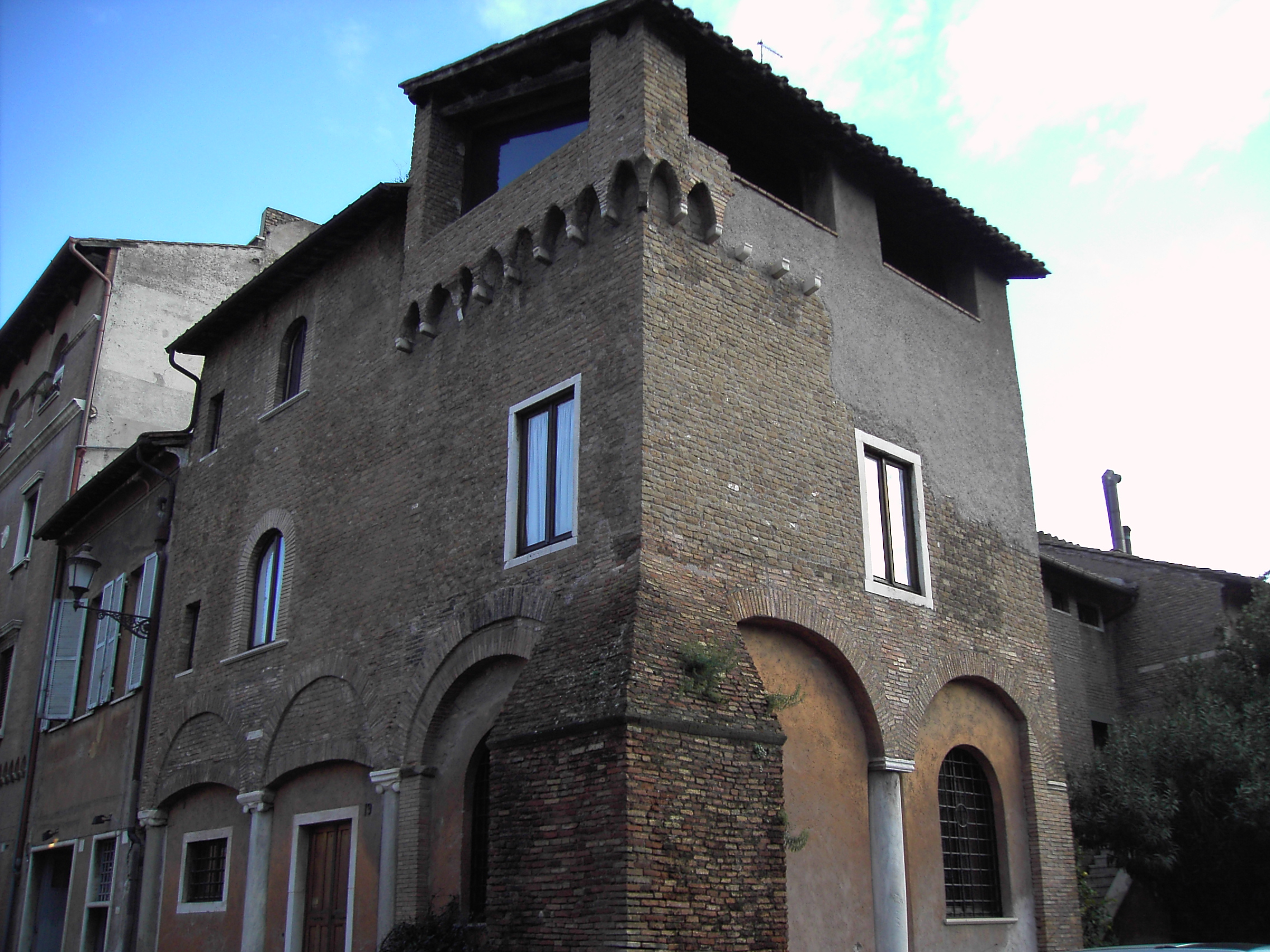
Antic monestir del Trastevere (Roma)
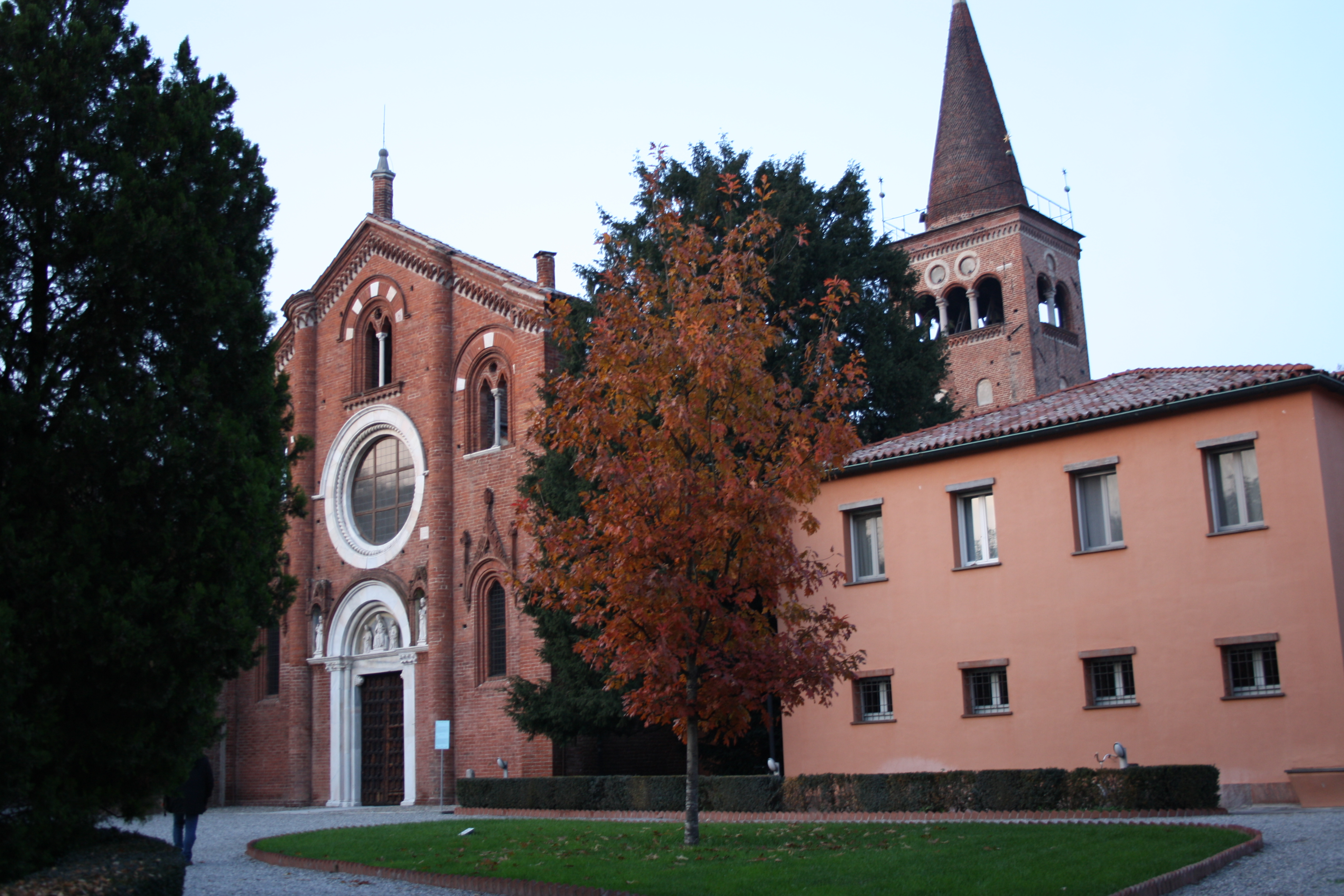
Abadia de Viboldone
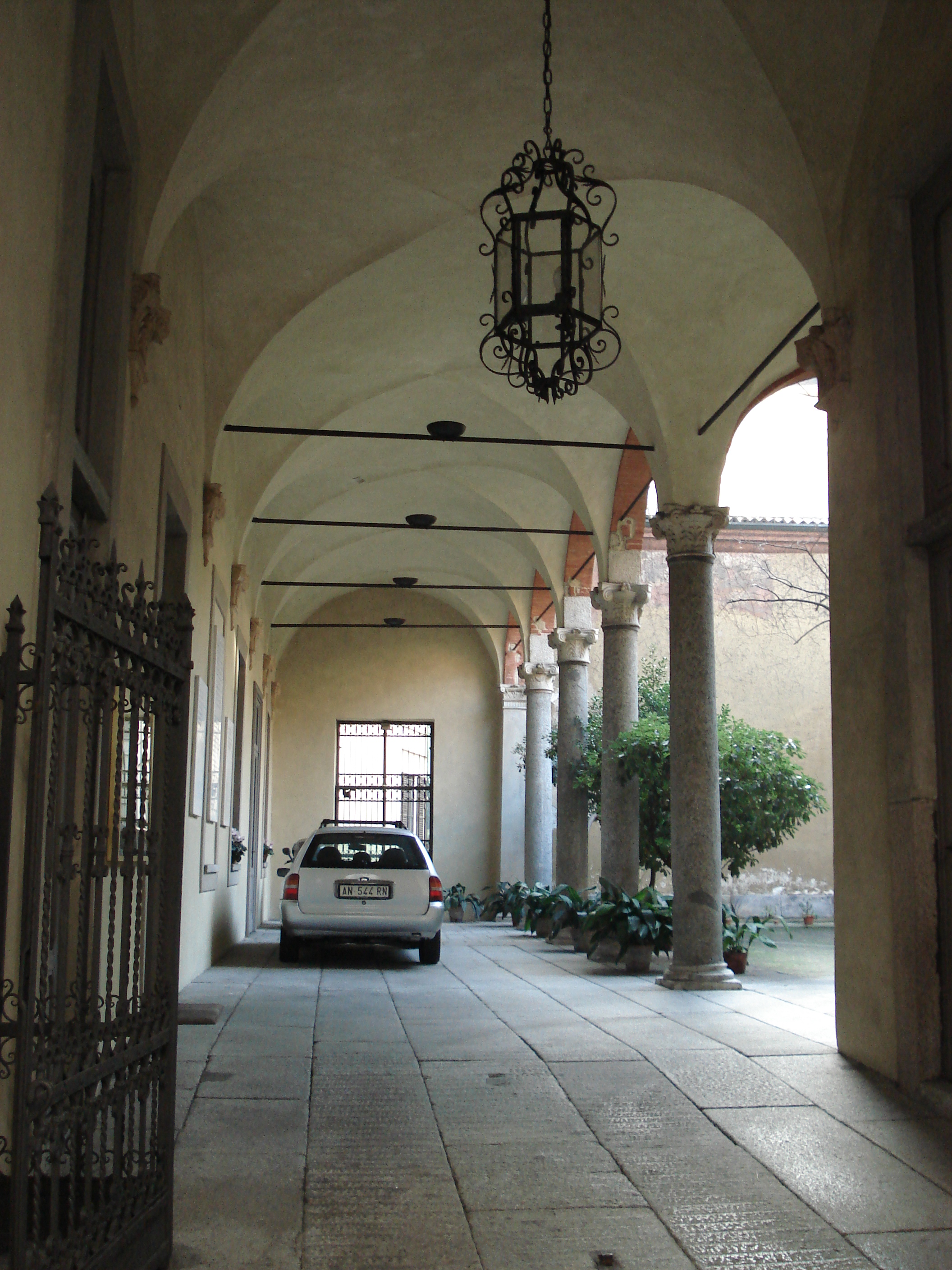
Claustre dels Humiliats al Palazzo Brera de Milà

## Branca femenina
Les dones dels primers humiliats, també de famílies principals, formaren al seu torn una comunitat laica a Milà, dirigida per Clara Blassoni. Aviat hagueren d'obrir un segon convent a Borgo Novo (Milà), dedicat a la cura dels malalts i leprosos d'un hospital veí de l'Observança, després de Sant'Erasmo, per la qual cosa foren conegudes com a Hospitaleres de l'Observança.
A partir del segle xv es convertiren en monestirs de clausura; i el seu nombre cresqué ràpidament; dedicades a la pregària i la vida contemplativa, els assumptes temporals de l'orde femení van quedar en mans de la branca masculina. Quan aquesta fou suprimida, molts convents femenins, sense el suport econòmic d'aquells, van haver de tancar, tot i que no estaven afectats per la butlla de supressió.
Vestien escapulari blanc sobre una túnica grisa, amb vel blanc (negre en algunes comunitats). Les germanes laiques vestien de gris i rebien el nom de Barettine (nom que, a causa dels seus barrets, van rebre els primers humiliats).
En començar el segle xx, quedaven cinc convents de l'orde a Itàlia, però van desaparèixer i l'orde està extingit.